# Villa Futalaufquen
Villa Futalaufquen est une localité rurale argentine située dans le département de Futaleufú, dans la province de Chubut. Elle est proche du parc national Los Alerces, où se trouvent la mairie et le centre d'information et le musée, où il est possible d'obtenir des informations et acheter des permis de pêche. L'endroit dispose d'une station-service, de cabines téléphoniques, d'un restaurant, d'une épicerie, de campings gratuits, sauvages et organisés, de cabanes et d'auberges.

## Démographie
La localité compte 28 habitants (Indec, 2010), ce qui représente un déclin de 73 % par rapport au recensement précédent de 2001 qui comptait 106 habitants.